# Коулман, Джерри
Джеральд Френсис Джерри Коулман (англ. Gerald Francis "Jerry" Coleman, 14 сентября 1924 — 5 января 2014) — американский профессиональный бейсболист, выступавший в Главной лиге бейсбола на позиции игрока второй базы в клубе «Нью-Йорк Янкис», а также проработавший год в команде «Сан-Диего Падрес» на посту менеджера. В 1949 году Коулман был назван новичком года по версии Associated Press, участник матча всех звёзд 1950 года, а также самый ценный игрок Мировой серии этого же года. Во время его выступления за «Янкис», клуб шесть раз играл в Мировой серии и в четырёх случаях одерживал победу. Коулман служил в военно-морских силах США во время Второй мировой войны и Корейской войны. По окончании игровой карьеры он стал комментатором и в 2005 году получил награду Форда Фрика от Национального бейсбольного Зала славы за свою работу.

## Награды
Коулман обладатель следующих медалей:
- Крест лётных заслуг (2)
- Воздушная медаль (13)
- Медаль «За Американскую кампанию»
- Медаль «За Азиатско-тихоокеанскую кампанию»
- Медаль Победы во Второй мировой войне (США)
- Медаль за службу национальной обороне (США)
- Медаль «За службу в Корее» (США)
- United Nations Service Medal
- Медаль «За освобождение Филиппин»